# The Jam
The Jam byla anglická punk rocková skupina, existující v letech 1972–1982. Za svoji kariéru vydala celkem šest studiových alb. Skupina byla jedním z hlavních představitelů hnutí mod revival.

## Diskografie

### Studiová alba
- 1977 – In the City
- 1977 – This Is the Modern World
- 1978 – All Mod Cons
- 1979 – Setting Sons
- 1980 – Sound Affects
- 1982 – The Gift